# Polli spaziali nello spazio
Polli spaziali nello spazio (Space Chickens in Space) è una serie d'animazione francese del 2018 creata da José C. García de Letona e Rita Street e prodotta dalla Ánima Estudios, Studio Moshi, Gingerbread Animation, Ingenious Media.
Viene trasmessa per la prima volta in contemporanea nel Regno Unito, in Italia ed in Germania su Disney XD il 19 novembre 2018.

## Trama
Chuck, Starley e Finley vengono prelevati dalla loro casa e erroneamente iscritti in un'ex accademia militare intergalattica d'élite. Ci vorrebbe tutta la loro forza, e il lavoro di squadra, per sopravvivere a ogni scappatella che hanno.